# Hôpital intercommunal de Steinfort
L'hôpital intercommunal de Steinfort (abrégé en HIS) est un hôpital spécialisé dans la rééducation gériatrique de l'ouest du Luxembourg, créé en 1957.

## Histoire
De 1898 au début des années 1930, un premier hôpital exista à Steinfort à l'initiative des frères Collart, qui exploitaient alors une usine, dont la fin de l'activité marqua celle de l'hôpital, qui fut reconverti en maison de retraite ; le bâtiment est rasé en 1993.
Après la guerre, le bourgmestre de Steinfort décide de créer un nouvel hôpital dans le château de la famille Collart qui est en ruines ; la nouvelle structure est inaugurée en novembre 1957.

## Organisation
Le HIS est administré par un syndicat intercommunal formé initialement par les communes de Steinfort, Hobscheid, Koerich, Garnich et Saeul et créé par l'arrêté grand-ducal du 11 janvier 1957. En 2008, la commune de Septfontaines rejoint le syndicat puis en 2018, le nouvelle commune de Habscht se substitue aux communes de Hobscheid et Septfontaines.